# Lee Jang-ho
Lee Jang-ho (weitere Romanisierungen: Lee Chang-ho oder Yi Chang-ho; * 15. Mai 1945 in Seoul) ist ein südkoreanischer Filmregisseur. Er zählt zu den bedeutendsten und prägendsten Regisseuren des südkoreanischen Films der 1970er und 1980er Jahre. Er ist vor allem bekannt für seine Werke Heavenly Homecoming to Stars, A Fine, Windy Day, Das Manifest der Narren, Lee Jang-ho’s Baseball Team und Der Mann mit den drei Särgen.

## Leben
Lee Jang-ho studierte Architektur an der Hongik University, träumte jedoch von einem Leben in der Filmindustrie. Zunächst wollte er Schauspieler werden und sprach bei Shin Sang-oks Studio Shin Film vor. Allerdings konnte er nicht überzeugen, erhielt stattdessen aber einen Job als Regieassistent von Shin Sang-ok, den er acht Jahre lang ausführte. Lee erlangte Bekanntheit durch seinen Debütfilm Heavenly Homecoming To Stars (Die Heimat der Sterne) im Jahr 1974. Dieser erreichte über 465.000 Kinobesucher. 1975 begründete er gemeinsam mit dem Filmjournalisten Byun In-shik sowie mit den Regisseuren Kim Ho-son, Ha Kil-jong, Hongpa und Lee Won-se die Bewegung Yeongsang Sidae (영상시대/映像時代 ‚Film-Generation‘). Die Gruppe etablierte einen neuen Filmstil und drehte artistische und kulturell gehaltvolle Filme.
Seine Werke fokussieren sich auf die zeitgenössische südkoreanische Gesellschaft, mit Fokus auf die Kluft zwischen Arm und Reich. 1986 gründete er sein eigenes Filmstudio, Pan Films. Auf der Berlinale 1988 erhielt er den Caligari Filmpreis für Der Mann mit den drei Särgen. In den 1990er Jahren arbeitete er als Filmprofessor und Leiter der Filmkommission Seoul.
Sein jüngerer Bruder, Lee Yeong-ho, arbeitete als Schauspieler in Film und Theater.

## Filmografie
- 1974: Heavenly Homecoming to Stars (별들의 고향 Byeol-deul-ui Gohyang)
- 1975: It Rained Yesterday (어제 내린 비 Eoje Naerin Bi)
- 1976: Yes, Goodbye for Today (그래 그래 오늘은 안녕)
- 1980: A Fine, Windy Day (바람 불어 좋은 날)
- 1981: Children of Darkness (어둠의 자식들 Eodum-ui Jasikdeul)
- 1981: They Shot the Sun (그들은 태양을 쏘았다)
- 1982: Come Unto Down (낮은 대로 임하소서)
- 1983: Das Manifest der Narren (바보 선언 Babo Seoneon)
- 1983: The Green Pine Tree (일송정 푸른 솔은)
- 1984: Widow Dance (과부춤)
- 1984: Between the Knees (무릎과 무릎 사이)
- 1985: Eoudong (어우동)
- 1986: Lee Jang-ho’s Baseball Team (이장호의 외인구단)
- 1987: Y-Story (Y의 체험)
- 1987: Der Mann mit den drei Särgen (나그네는 길에서도 쉬지 않는다)
- 1989: Miss Rhino And Mr. Korando (미스 코뿔소 미스터 코란도)
- 1992: Myeongja Akkikko Ssonya (명자 아끼꼬 쏘냐)
- 1995: Declaration of Genius (천재 선언)
- 2013: A Journey with Korean Masters (마스터 클래스의 산책)
- 2013: God’s Eye View (시선 Siseon)